# Іспанський живопис XVII століття

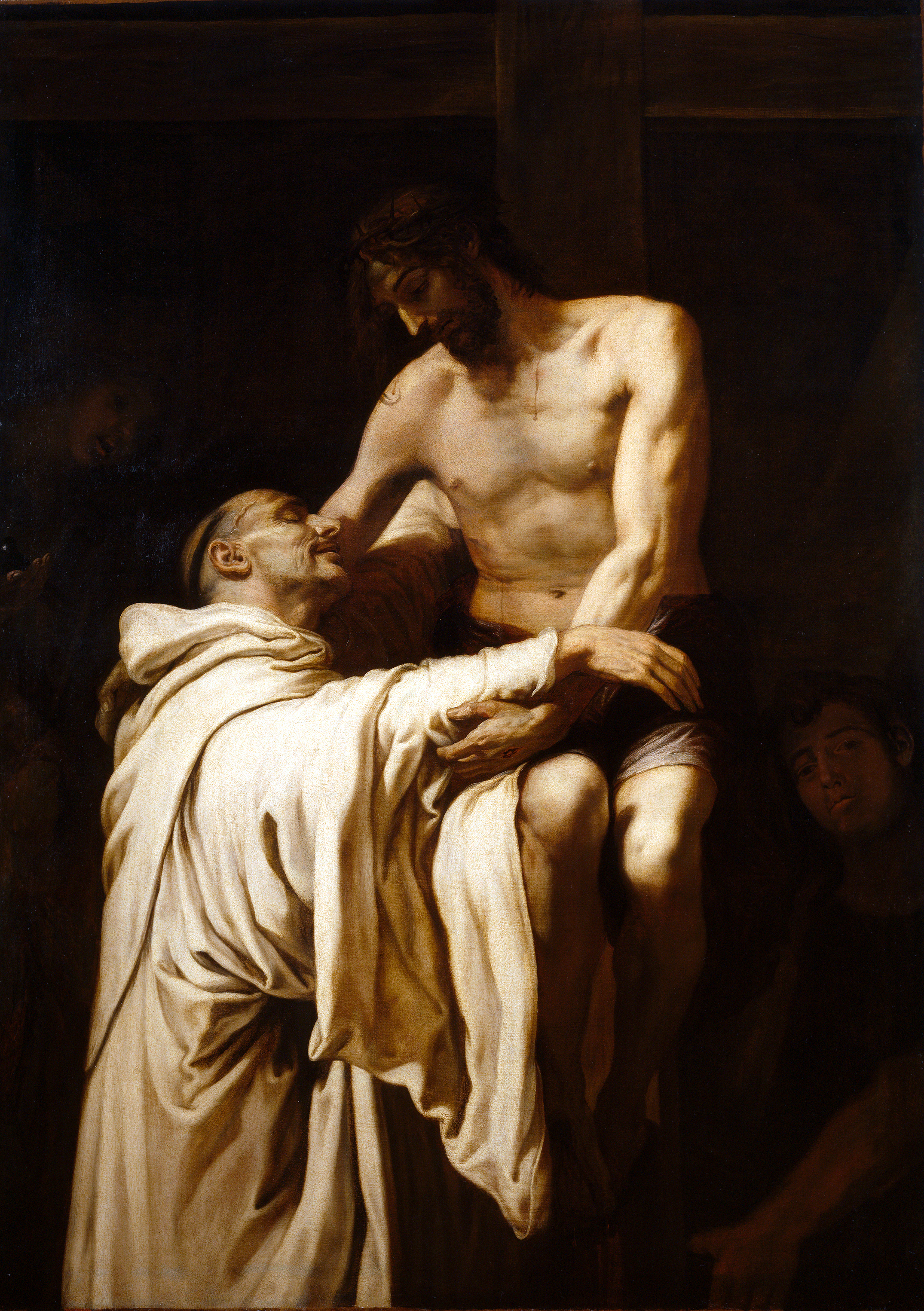
Франсіско Рібальта, «Видіння Христа Св. Бернарду»

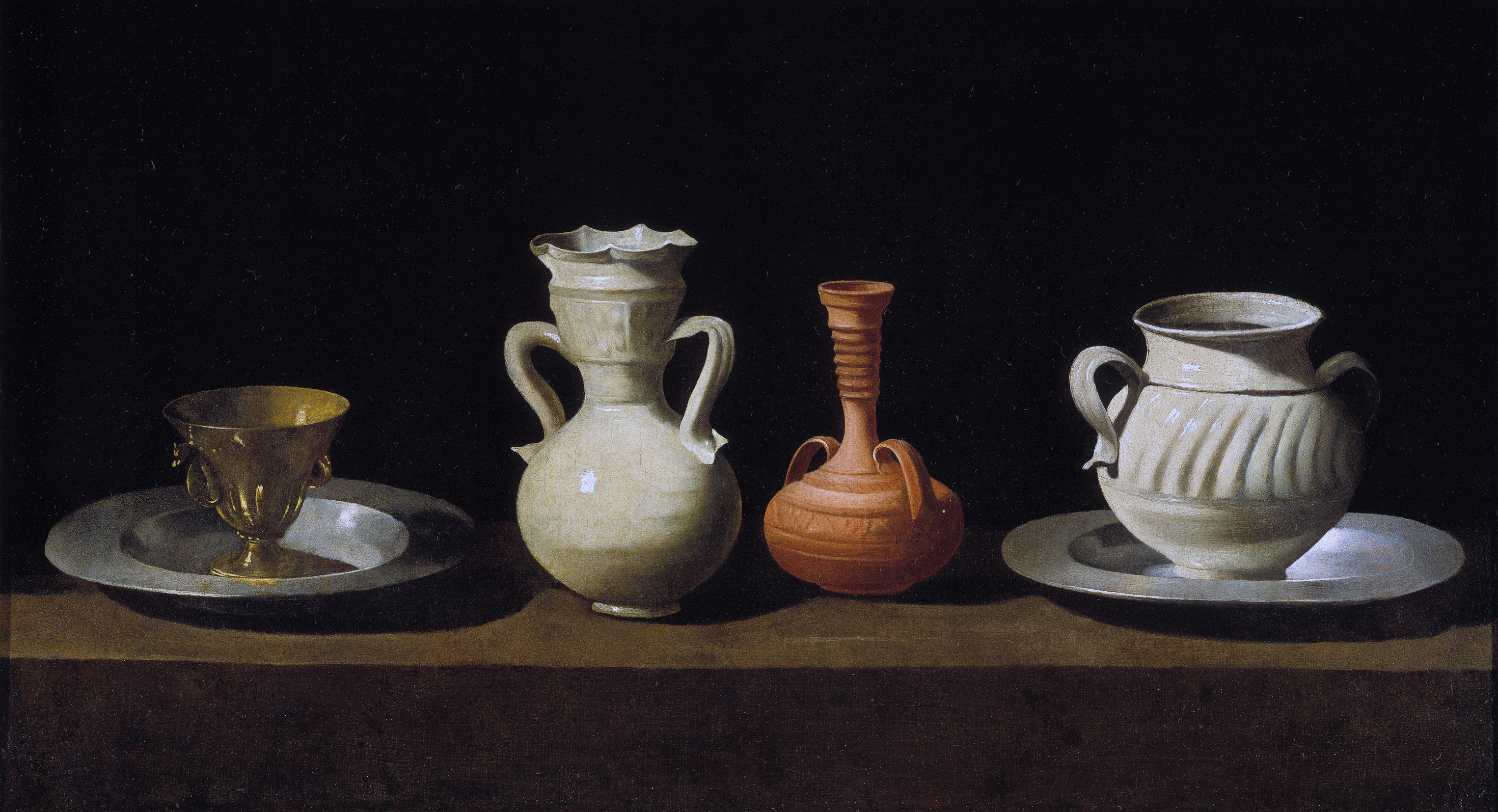
Франсіско де Сурбаран, «Натюрморт з горщиками», бл. 1650, Музей Прадо, Мадрид

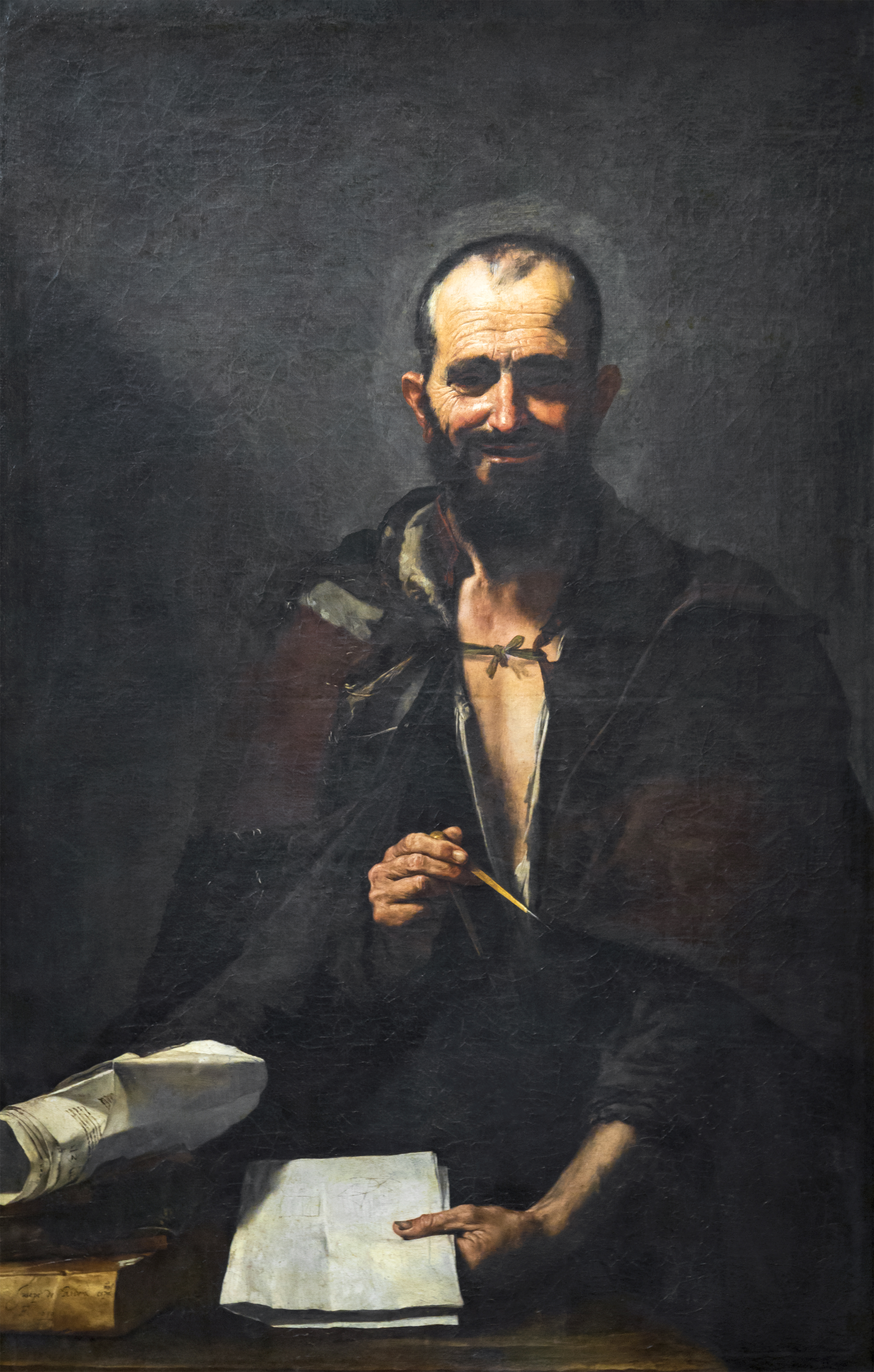
Хосе де Рібера, «Архімед»

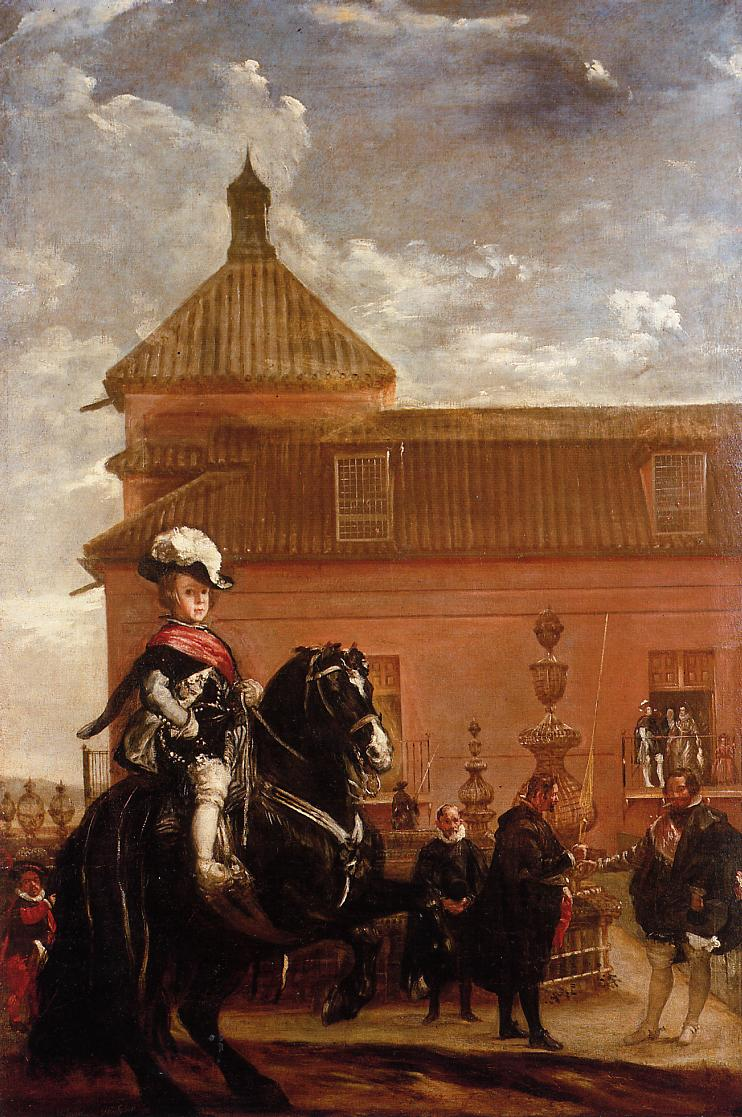
Діего Веласкес, «Портрет принца Бальтазара Карлоса»

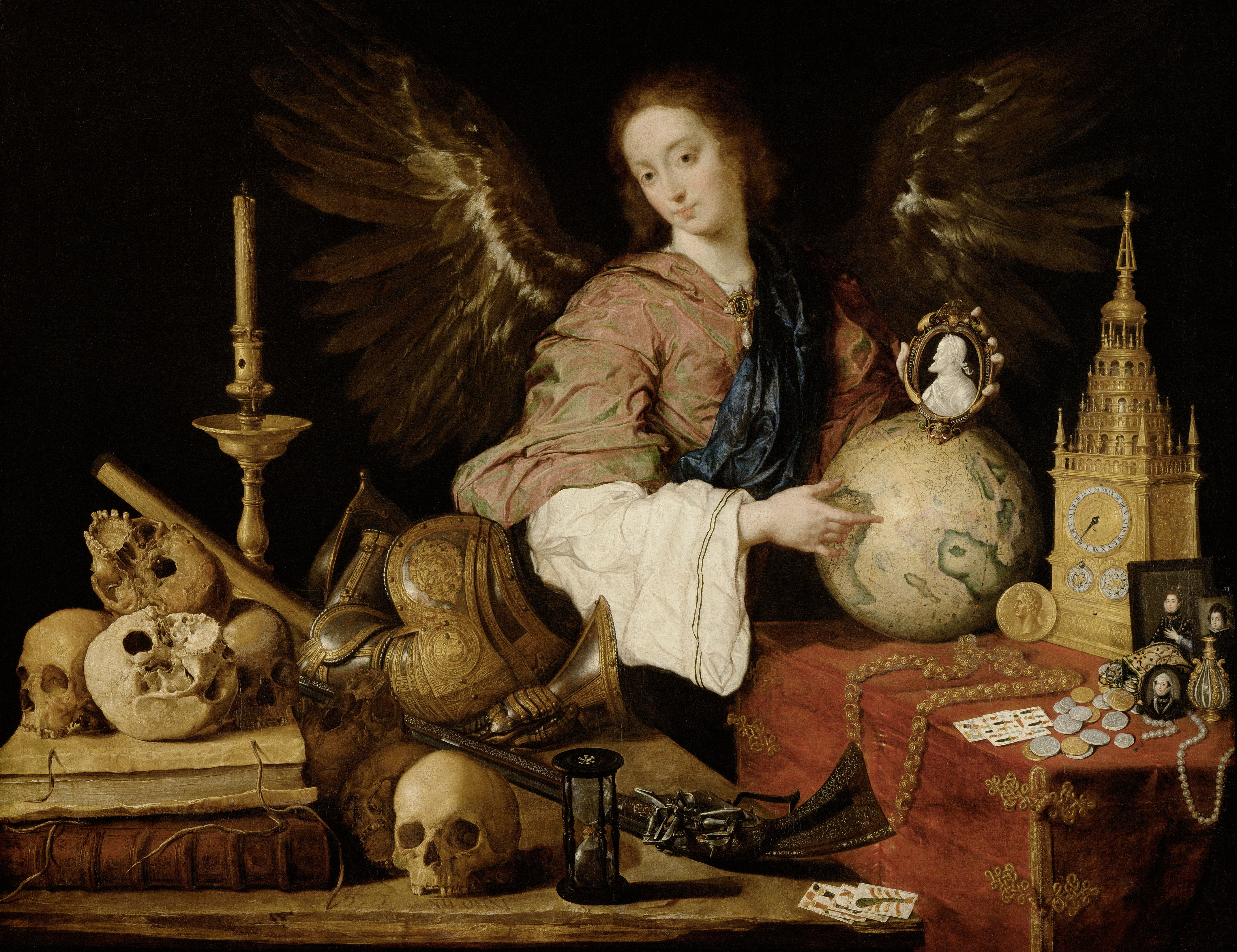
Антонио де Переда, «Ванітас»

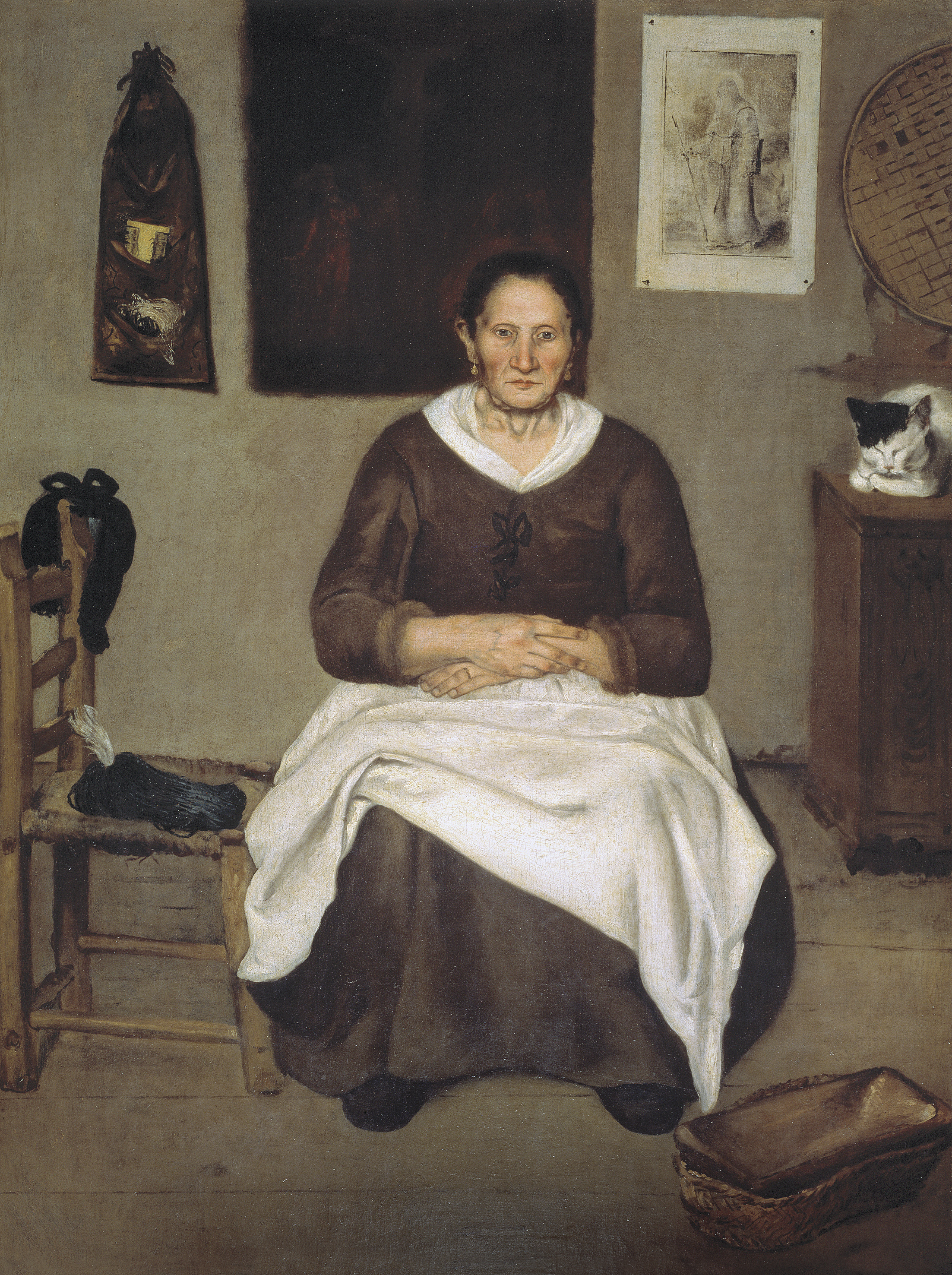
Антоніо де Пуга, «Портрет матері художника»

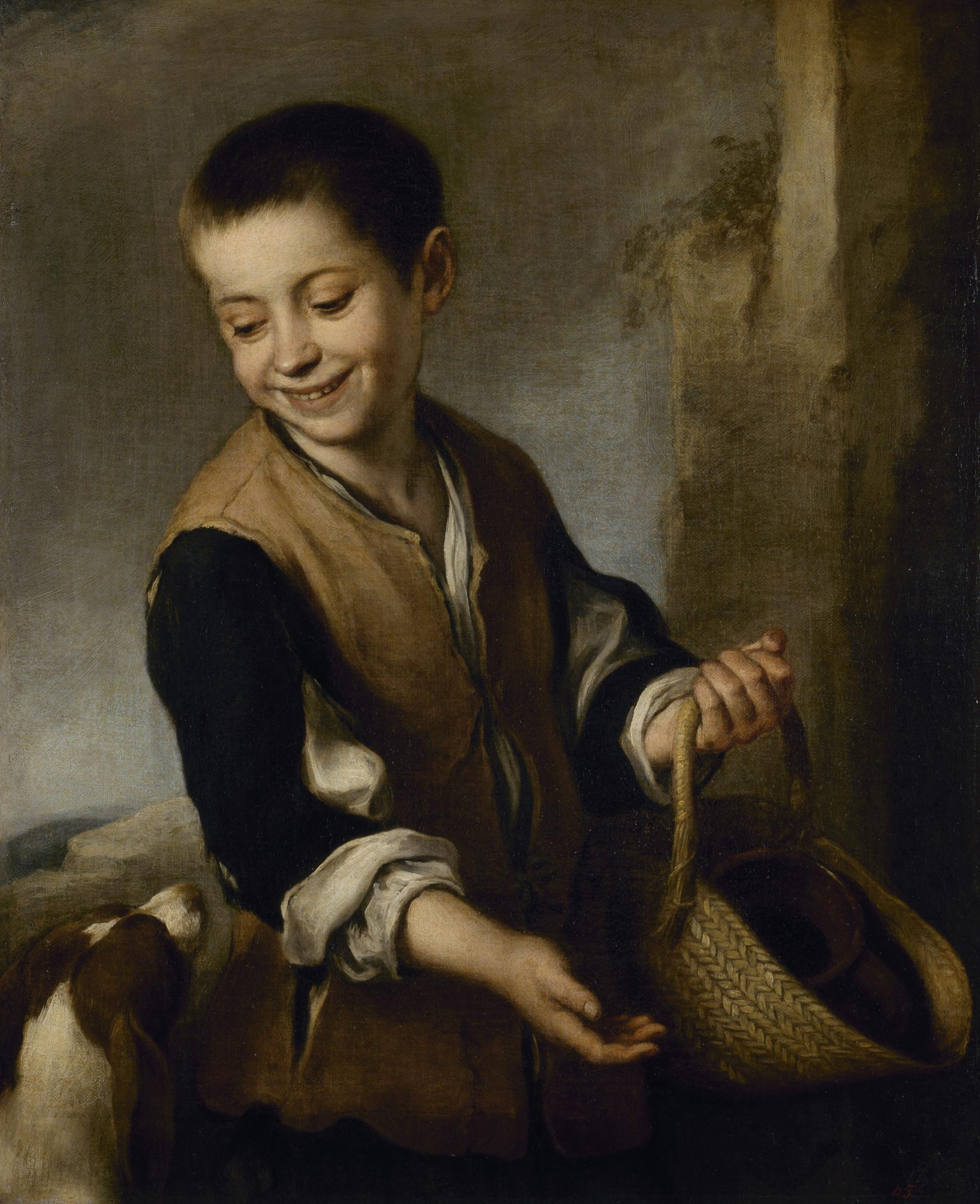
Мурільйо, «Хлопчик з собакою»

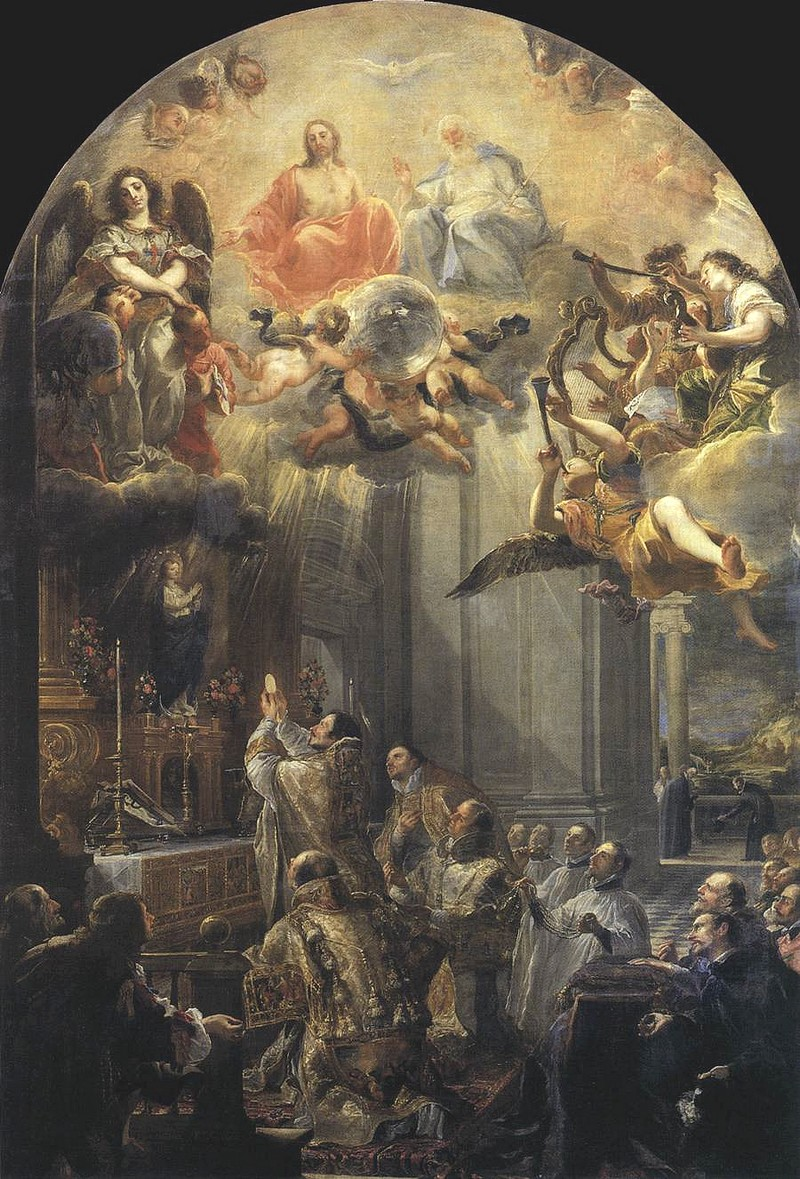
Хуан Кареньо де Міранда, «Заснування чернечого ордена тринітаріїв»

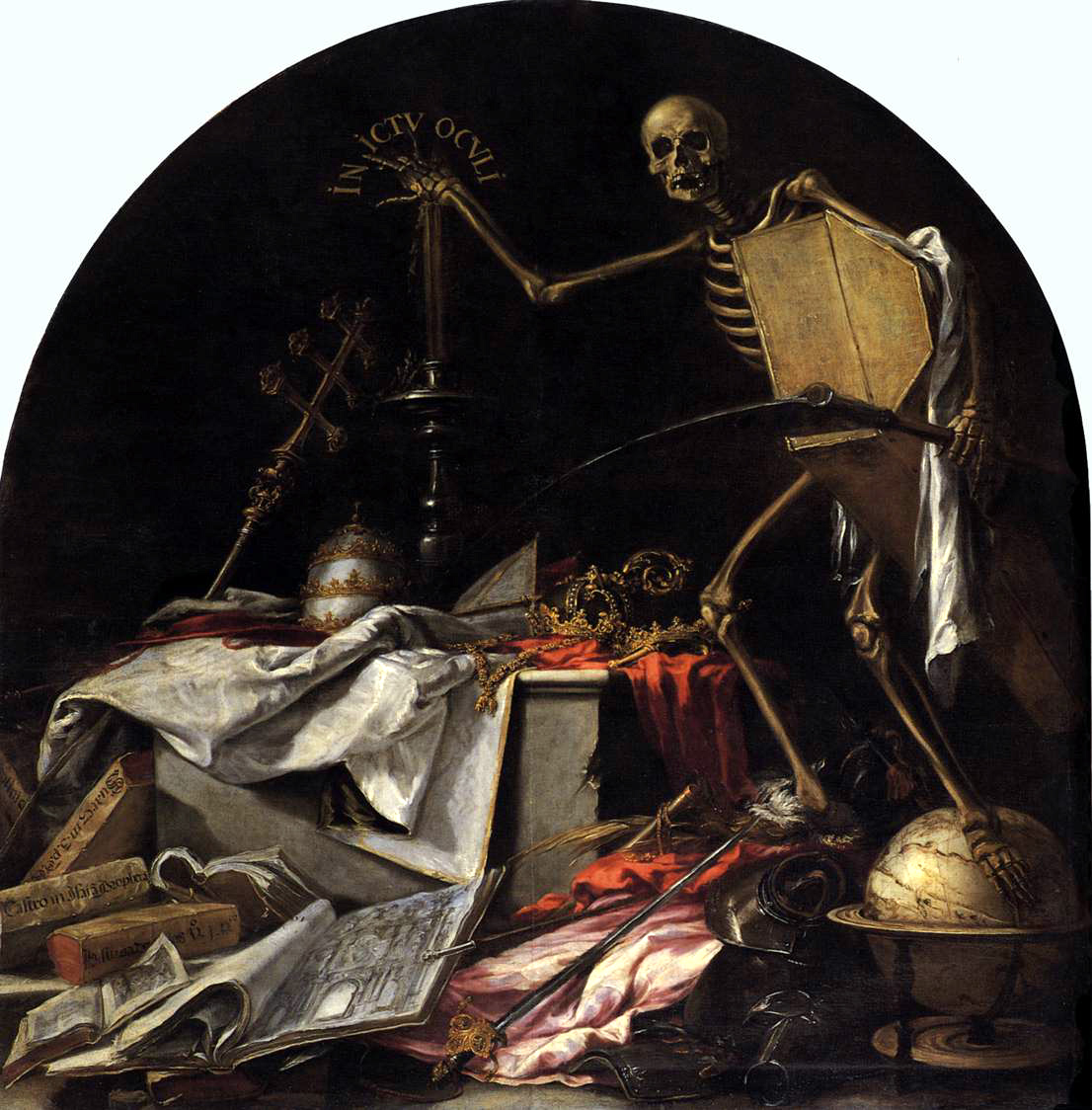
Хуан де Вальдес Леаль, «In ictu oculi» — «В одну мить»

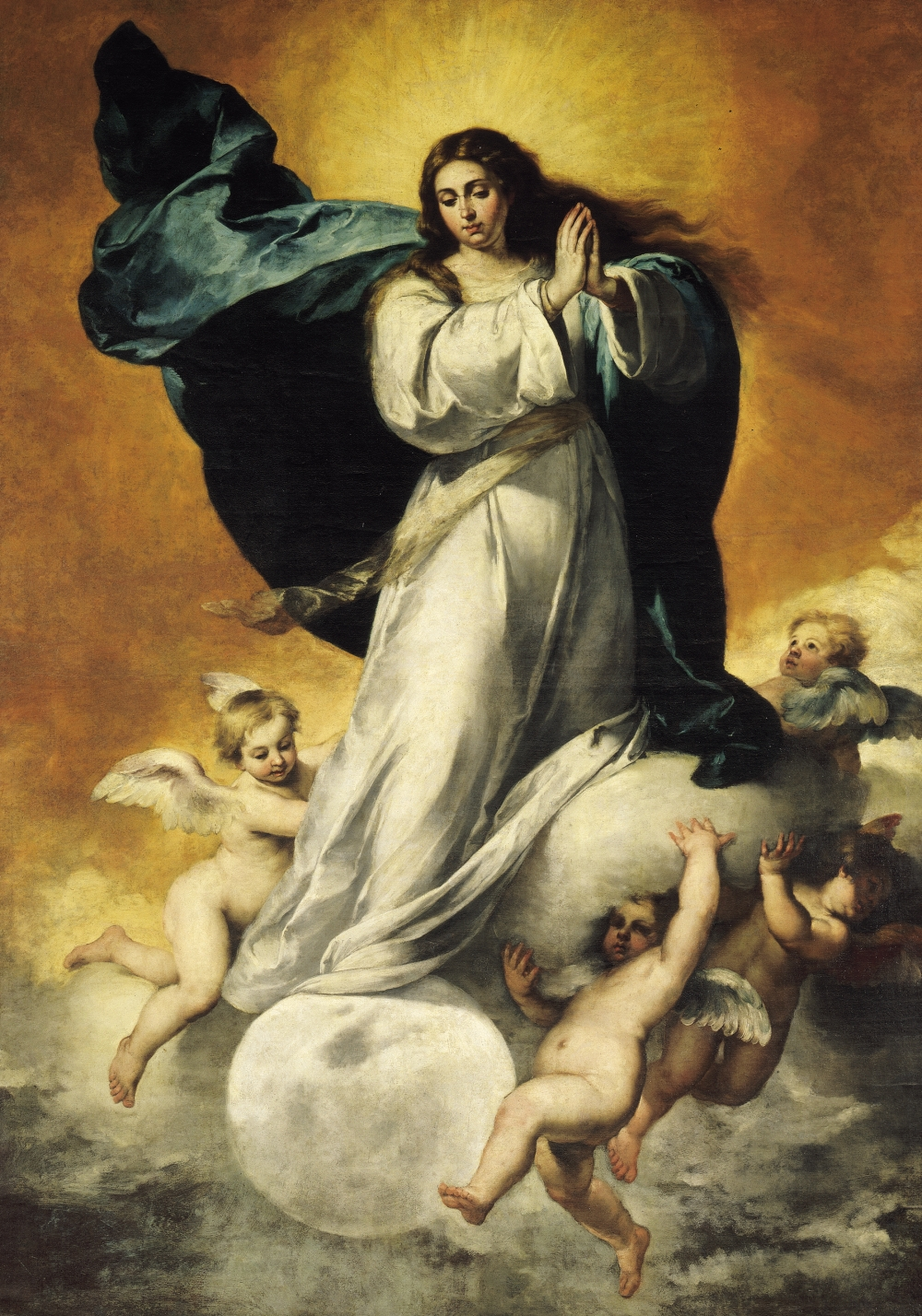
Мурильйо, «Вознесіння Діви Марії»

Іспанський живопис XVII століття, Живопис іспанського Золотого століття, епохи бароко — епоха найвищого розквіту іспанського образотворчого мистецтва.

## Характерні риси
Дослідник іспанського мистецтва Тетяна Каптерева зазначає такі характерні риси живопису даного періоду:
- Переважання гостроти спостереження натури над художньою уявою.
- Концентрація уваги на людині, з виключенням інших пластів сприйняття реальності (це вело до слабкого розвитку пейзажу і своєрідного, позасюжетного розвитку побутового жанру).

Зображення людини при цьому обмежувалося, здебільшого, релігійною тематикою, і єдиним світським жанром, який заохочувався, був портрет.
Важливим фактором формування іспанського мистецтва була ідеологія. У цей період в Іспанії діяла величезна кількість чернечих орденів, що мали велику матеріальну і духовну владу. Саме вони виступали основними замовниками творів мистецтва. Крім того, в 1-й половині XVII століття було слабо розвинене ремесло фрески, і заміщати її при оздобленні храмів доводилося станковим живописом.
Період становлення іспанського живопису — це кінець 16 — 1-ша чверть 17-го століття, коли активно розвиваються місцеві школи (Севілья, Валенсія тощо), а також на іспанський ґрунт проникають і активно адаптуються прийоми караваджизму.

## Мальовничі школи

### Школа Філіпа III
ісп. La escuela de Felipe III — школа придворних живописців, яка склалася під час царювання Філіпа III.
- Бартоломе Гонсалес (Bartolomé González)
- Домінго Карріон (Domingo Carrión)
- Педро Антоніо Відаль (Pedro Antonio Vidal)
- Родріго де Вільяндрандо (Rodrigo Villandrando)
- Феліпе де Ліаньо (Felipe de Liaño)
- Херонімо де Кабрера (Jerónimo de Cabrera)
- Феліпе Діріксен (Felipe Diricksen)

### Кастильський тенебрізм
ісп. El tenebrismo castellano — протягом караваджістського тенебрізма, що склався в Кастилії.
- Хуан Фернандес Наваррете (Juan Fernández Navarrete)

### Ескоріальский іспанізм
ісп. Hispanismo escurialense
- Бартоломе Кардуччі (або Кардуччо, Bartolomé Carducho)
- Франсіско Лопес (Francisco López)
- Хуан де Сото (Juan de Soto)

### Мадридська школа 1-ша пол. XVII століття
- Вісенсьо Кардучо (Vicencio Carducho)
- Феліс Кастело (Feliz Castelo)
- Франсіско Фернандес (Francesco Fernández)
- Педро де Обрегон (Pedro de Obregón)
- Еухеніо Каксес (Eugenio Caxes)
- Антоніо Ланчарес (Antonio Lanchares)
- Дієго Поло (Diego Polo)
- Педро Вальпуеста (Pedro Valpuesta)
- Луїс Фернандес (Luis Fernández)
- Анхело Нарді (Ángelo Nardi)
- Хуан Баутіста Майно (Juan Bautista Maino)
- Антоніо Аріас Фернандес (Antonio Arias Fernández)
- Хуан Монтеро де Рохас (Juan Montero de Rojas)

### Валенсійський живопис
- Франсіско Рібальта (Francisco Ribalta)
- Хуан де Рібальта (Juan de Ribalta)
- Школа Рібальті
- Хосе де Рібера
- Херонімо Хасінто де Еспіноса
- Естебан Марч (Esteban March)
- Мігель Марч (Miguel March)

### Живопис в Мурсії
- Матео Гіларте (Mateo Gilarte)
- Ніколас де Вільясіс (Nicolás de Villacís)
- Хуан де Толедо (Juan de Toledo)

### Толедський тенебрізм
Толедський тенебрізм (ісп. El tenebrismo toledano) — період протягом караваджістського тенебрізма, що склався в Толедо.
- Блас дель Прадо (Blas del Prado)
- Луїс Трістан (Luís Tristán)
- Антоніо Пісарро (Antonio Pizarro)
- Педро де Орренте (Pedro de Orrente)
- Пабло Понтонс (Pablo Pontons)
- Хуан Антоніо Кончільос (Juan Antonio Conchillos)
- Крістобаль Гарсія Сальмерон (Cristóbal García Salmerón)

### Севільська школа
- Франсіско Пачеко
- Алонсо Васкес (Alonso Vázquez)
- Антоніо Моедано (Antonio Mohedano)
- Хуан де Роелас (Juan de Roelas)
- Хуан де Кастільо (Juan de Castillo)
- Пабло Леготе (Pablo Legote)
- Франсіско Еррера Старший
- Крістобаль Рамірес (Cristóbal Ramírez)

### Вальядолідська школа
- Педро Діас Мінайя (Pedro Díaz Minaya)
- Бартоломе де Карденас (Bartolomé de Cárdenas)
- Франсіско Мартінес (Francisco Martínez)
- Сантьяго Моран (Santiago Morán)
- Дієго Валентин Діас (Diego Valentín Diaz)
- Феліпе Хіль де Мена (Felipe Gil de Mena; 1600–1674)
- Феліпе-і-Мануель Хіль де Мена (Felipe y Manuel Gil de Mena)
- Дієго Дієс Ферререс (Diego Díez Ferreres)
- Томас де Прадо (Tomás de Prado)
- Агустін Бара (Agustín Bará)
- Амаро Алонсо (Amaro Alonso)
- Симон Петі (Simón Peti)

### Арагонський живопис
- Педро Нуньєс (Pedro Nuñez)
- Хусепе Мартінес (Jusepe Martínez)
- Фра Антоніо Мартінес (fray Antonio Martínez)
- Франсіско Вера Кабеса де Вака (Francisco Vera Cabeza de Vaca)
- Бартоломе Вісенте (Bartolomé Vicente)
- Вісенте Вердусан (Vicente Verdusán)
- Франсіско Хіменес (Francisco Jiménez)
- Хуан Гальван (Juan Galván)
- Франсіско де Артігас (Francisco de Artigas)

### Каталонська і Балеарська школи
- Фра Хоакін Хункоса (fray Joaquín Juncosa)
- Луїс Паскуаль Гаудіно (Luis Pascual Gaudín)
- Лос Коттос (Los Cottos)

### Бодегонес і Флорерос
ісп. Bodegones y floreros — майстри іспанського живопису, які писали натюрморти з повсякденного життя (бодегон) і букети (флореро).
- Хуан Санчес Котан (Sánchez Cotán)
- Феліпе Рамірес (Felipe Ramírez)
- Алехандро Лоарте (Alejandro Loarte)
- Хуан ван дер Хамен (Juan van der Hamen)
- Блас де Ледесма (Blas de Ledesma)
- Хуан де Арельяно (Juan de Arellano)
- Бартоломе Перес (Bartolomé Perez)
- Педро Кампробін (Pedro Camprobín)

### Сурбаран і його школа
- Франсіско де Сурбаран
- Хуан де Сурбаран (син) (Juan de Zurbarán)
- Хосефа де Айяла (де Обідос) (Josefa de Ayala o de Obidos)
- Франсіско і Мігель Поланко (Francisco y Miguel Polanco)
- Бернабе де Айяла (Bernabé de Ayala)

### Веласкес і мадридська школа
- Дієго Веласкес
- Хуан Баутіста Мартінес дель Масо
- Хуан де Пареха
- Хусепе Леонардо (Jusepe Leonardo)
- Антоніо Пуга (Antonio Puga)
- Антоніо де Переда
- Алонсо дель Арко (Alonso del Arco)
- Хосе Антолінес (José Antolínez)
- Фра Хуан Андрес Рісі де Гевара (fray Juan Andrés Rizi de Guevara)
- Антоніо де Фріас і Ескаланте (Antonio de Frías y Escalante)
- Франсіско Камільо (Francisco Camilo)
- Франсіско Кольянтес (Francisco Collantes)
- Хуан де ла Корте (Juan de la Corte)
- Франсіско Рісі (Francisco Rizi)
- Ісідоро Арредондо (Isidoro Arredondo)
- Дієго Гонсалес де Вега (Diego González de la Vega)
- Себастьян де Еррера Барнуево (Sebastián de Herrera Barnuevo)
- Франсіско де Соліс (Francisco de Solís)
- Франсіско де Еррера «ель Мосо» (Francisco de Herrera «el Mozo»)
- Матіас де Торрес (Matías de Torres)
- Хуан Кареньо де Міранда
- Матео Сересо (Mateo Cerezo)
- Хуан де Кабесалеро (Juan de Cabezalero)
- Хосе Хіменес Доносо (José Jiménez Donoso)
- Франсіско Ігнасіо Руїс де ла Іглесіа (Francisco Ignacio Ruiz de la Iglesia)
- Себастьян Муньос (Sebastián Muñoz)
- Антоніо Паломіно

### Кордовська школа
- Хуан Луїс Самбрано (Juan Luiz Zambrano)
- Хосе де Сарабіа (José de Sarabia)
- Антоніо дель Кастільо (Antonio del Castillo)
- Себастьян Мартінес (Sebastián Martínez)
- Фра Хуан де Гусман (fray Juan de Guzmán)
- Антоніо Гарсія Рейносо (Antonio García Reynoso)
- Естебан Вела Кото (Esteban Vela Coto)

### Гранадська школа
- Педро Раксіс (Pedro Raxis)
- Хосе де Сієсар (José de Ciézar)
- Алонсо Кано
- Беніто Родрігес де Бланес (Benito Rodríguez de Blanes)
- Хосе де Кастільо (José de Castillo)
- Хуан Леандро де ла Фуенте (Juan Leandro de la Fuente)
- Алонсо де Меса (Alonso de Mesa)
- Хуан де Севілья (Juan de Sevilla)
- Педро Атанасіо де Боканегра (Pedro Atanasio de Bocanegra)
- Педро де Мойя (Pedro de Moya)
- Мігель Манріке (Miguel Manrique)
- Хосе Рісуеньо (José Risueño)

### Севільська школа
- Мурільйо
- Себастьян Гомес, «мулат Мурільо» (Sebastián Gómez, el mulato de Murillo)
- Хуан Симон Гутьєррес (Juan Simón Gutiérrez)
- Менесес Осоріо (Meneses Osorio)
- Андрес Перес (Andrés Pérez)
- Хуан Гарсон (Juan Garzón)
- Алонсо Мігель де Тобар (Alonso Miguel de Tobar)
- Хосе де Рубіра (José de Rubira)
- Бернардо Херман Льоренте (Bernardo Germán Llorente)
- Естебан Маркес (Esteban Márquez)
- Педро де Вільявісенсіо (Pedro de Villavicencio)
- Ігнасіо де Іріарте (Ignacio de Iriarte)
- Матіас де Артеага-і-Альфаро (Matías de Arteaga y Alfaro)
- Франсіско Антолінес (Francisco Antolínez)
- Хуан де Вальдес Леаль (Juan de Valdés Leal)
- Лукас Вальдес (Lucas Valdés)